# Dargiń
Dargiń (niem. Dargen) – wieś w Polsce położona w województwie zachodniopomorskim, w powiecie koszalińskim, w gminie Bobolice.
Dargiń został wspomniany w źródłach pisanych w 1363 r., pod nazwą Dane. Stanowił lenno znanych rodów pomorskich von Kleist i von Bonin, do których należał do końca XVIII w.
Dwór z połowy XIX w., przebudowany w 1970 r. Budowę należy wiązać z Joachimem Kalem von Wenden, który nabył majątek w 1800 r. Rodzina von Wenden pozostawała właścicielem majątku do końca II wojny światowej.
W latach 1954–1972 wieś należała i była siedzibą władz gromady Dargin.
W Dargini znajduje się zespół szkół.